# إدوارد بيرس كيسي
إدوارد بيرس كيسي (بالإنجليزية: Edward Pearce Casey) هو مهندس معماري أمريكي، ولد في 18 يونيو 1864 في بورتلاند في الولايات المتحدة، وتوفي في 2 يناير 1940.